# Course à l'américaine aux Jeux olympiques d'été de 2004
Navigation
Sydney 2000 Pékin 2008
La course à l'américaine est l'une des douze compétitions de cyclisme sur piste aux Jeux olympiques de 2004. Elle a été disputée par 18 équipes le 25 août. Cette course consistait en 200 tours de piste, soit 50 km. Il s'agissait d'une course par relais, permettant à un cycliste de récupérer pendant que son équipier courait.

## Médaillés
| Or                                    | Argent                            | Bronze                                     |
| Australie Graeme Brown Stuart O'Grady | Suisse Franco Marvulli Bruno Risi | Grande-Bretagne Rob Hayles Bradley Wiggins |

## Résultats
L'équipe australienne composée de Stuart O'Grady et Graeme Brown a obtenu des points dans sept des dix sprints pour un total de 22 points pour remporter le titre olympique. Les Suisses Franco Marvulli et Bruno Risi ont fini très fort, remportant les trois derniers sprints, pour gagner l'argent avec 15 points. Les Britanniques Rob Hayles et Bradley Wiggins, malgré une chute à la mi-course, ont remporté le bronze avec 12 points.

### Course (25 août)
| Rang                                | Athlète                                               | Points               |
| ----------------------------------- | ----------------------------------------------------- | -------------------- |
| Médaille d'or, Jeux olympiques      | Australie Graeme Brown et Stuart O'Grady              | 22 pts               |
| Médaille d'argent, Jeux olympiques  | Suisse Franco Marvulli et Bruno Risi                  | 15 pts               |
| Médaille de bronze, Jeux olympiques | Grande-Bretagne Rob Hayles et Bradley Wiggins         | 12 pts               |
| 4                                   | Allemagne Robert Bartko et Guido Fulst                | 9 pts                |
| 5                                   | Ukraine Volodymyr Rybin et Vasyl Yakovlev             | 9 pts                |
| 6                                   | Espagne Miquel Alzamora et Joan Llaneras              | 7 pts                |
| 7                                   | Nouvelle-Zélande Gregory Henderson et Hayden Roulston | 2 pts                |
| 8                                   | Autriche Roland Garber et Franz Stocher               | 8 pts (à un tour)    |
| 9                                   | Argentine Juan Curuchet et Walter Pérez               | 5 pts (à un tour)    |
| 10                                  | Uruguay Agustín Margalef et Milton Wynants            | 3 pts (à un tour)    |
| 11                                  | Belgique Matthew Gilmore et Iljo Keisse               | 3 pts (à un tour)    |
| 12                                  | Kazakhstan Ilya Chernyshov et Yuriy Yuda              | 2 pts (à un tour)    |
| 13                                  | République tchèque Milan Kadlec et Petr Lazar         | 2 pts (à un tour)    |
| 14                                  | Pays-Bas Robert Slippens et Danny Stam                | 2 pts (à un tour)    |
| 15                                  | Slovaquie Martin Liska et Jozef Zabka                 | 5 pts (à deux tours) |
| 16                                  | Colombie Leonardo Duque et José Serpa                 | 3 pts (à deux tours) |
| 17                                  | Russie Oleg Grishkine et Alexey Shmidt                | 2 pts (à deux tours) |
|                                     | France Jerome Neuville et Matthieu Ladagnous          | abandon              |

## Sources
- (en) Cet article est partiellement ou en totalité issu de l’article de Wikipédia en anglais intitulé « Cycling at the 2004 Summer Olympics – Men's Madison » (voir la liste des auteurs).